# Yobal Dueñas
Artikeln följer den spanska namnseden; faderns efternamn är Dueñas och moderns efternamn Martínez.
Yobal Dueñas Martínez, född den 4 maj 1972 i Pinar del Río, är en kubansk före detta basebollspelare som tog silver för Kuba vid olympiska sommarspelen 2000 i Sydney.